# Phonk
Phonk ist ein Subgenre des Hip-Hop. Phonk-Musik entstand erstmals Mitte der 1990er Jahre und wurde stark von Hip-Hop, Rap-Musik und der Rap-Szene von Memphis beeinflusst. Künstler wie DJ Squeeky und DJ Spanish Fly kombinierten harte Beats, schwere Basslines und Samples, um den Sound zu entwickeln, der eng mit dem Süden der USA verbunden wurde. Weitere Phonk-Pioniere sind DJ Screw oder X-Raided.

## Drift Phonk
Aus dem Genre des Phonk entwickelte sich im Laufe der 2010er Jahre in Russland der Drift Phonk, charakteristisch für diese Art des Phonk sind die Kuhglocken. Der Name des Genres kommt daher, dass in den zur Musik gehörigen Videos häufig Straßenrennen o. ä. zu sehen sind. Manchmal besteht Phonk  aus einer 808  Cowbell und Manchmal aus einem Synth.